# کهن‌سبز (رفسنجان)
کهن‌سبز یک روستا در ایران است که در بخش مرکزی شهرستان رفسنجان واقع شده‌است.